# Acantharachne
Acantharachne là một chi nhện trong họ Araneidae.